# San Sebastián (Comayagua)
San Sebastián es un municipio del departamento de Comayagua en la República de Honduras.

## Toponimia
Su nombre es en honor a Sebastián de Milán, santo de la iglesia católica.

## Límites
El municipio se compone de dos áreas separadas:
| Orientación | Límite                                   |
| ----------- | ---------------------------------------- |
| Norte       | Municipio de La Paz, La Paz              |
| Sur         | Municipio de Lamaní, Comayagua           |
| Este        | Municipio de Humuya, Comayagua           |
| Oeste       | Municipio de San Pedro de Tutule, La Paz |
| Oeste       | Municipio de Guajiquiro, La Paz          |

| Orientación | Límite                                       |
| ----------- | -------------------------------------------- |
| Norte       | Municipio de Cane, La Paz                    |
| Sur         | Municipio de Lamaní, Comayagua               |
| Este        | Municipio de Villa de San Antonio, Comayagua |
| Oeste       | Municipio de Humuya, Comayagua               |

## Historia
Fue fundado el 14 de enero de 1759 como una aldea con el nombre El Rincón del Mico y ubicada en la margen izquierda del Río Chichiguara. Después sus habitantes se trasladaron al lugar donde hoy se encuentra, con el nombre de Santo Domingo. El 14 de enero de 1859 se le concedió el rango de municipio bajo el nombre de San Sebastián. En ese tiempo pertenecía al departamento de La Paz, pero en el año 1877 pasó a formar parte del departamento de Comayagua.
Su iglesia fue construida en 1890. El Redondel de Arte Taurino José Marcial Salinas fue fundado en 1991.

## Turismo
Su feria patronal es el día 20 de enero en honor a Sebastián de Milán. El municipio cuenta con aguas termales: las Termas de San Sebastián.

## Política
| Puesto      | Funcionario                  | Partido político       |
| ----------- | ---------------------------- | ---------------------- |
| Alcalde     | Luis Enrique Girón Martínez  | Libertad y Refundación |
| Vicealcalde | Julio César Castillo Ulloa   | Libertad y Refundación |
| Regidor 1   | Denis Sady Santos Salinas    | Partido Nacional       |
| Regidora 2  | Kenia Edit Macías Díaz       | Libertad y Refundación |
| Regidor 3   | Janivi Ibreneth Sierra David | Partido Nacional       |
| Regidor 4   | Salvador Vargas Meléndez     | Libertad y Refundación |